# Hemelbeek
De Hemelbeek is een beek in Nederlands Zuid-Limburg in de gemeentes Meerssen en Stein. De beek ligt tussen Geulle en Elsloo op de rechteroever van de Maas en heeft een lengte van ruim twee kilometer.

## Ligging
De beek ligt op de noordwestelijke helling van het Centraal Plateau in de overgang naar het Maasdal. De bron van de beek ligt ten noordwesten van Hussenberg op de helling in het Bunderbos, ten oosten van de spoorlijn Maastricht - Sittard. De beek stroomt eerst in noordwestelijke richting en vlak voor de spoorlijn monden de Armsterbeek en Poortlossing uit in de beek. Na deze uitmonding stroomt de Hemelbeek onder de spoorlijn door een lange duiker die voorzien is van een voetpad. Na nog eens 200 meter in noordwestelijke richting gestroomd te hebben buigt ze bij het Julianakanaal af in noordelijke richting en vervolgt haar weg aan de voet van de helling tot aan Kasteel Elsloo. Onderwijl monden respectievelijk de Woudbeek, Hussebeek, Medammerweidebeek en Slakbeek uit in de Hemelbeek. Daarna stroomt het water via een omstreeks 1929 aangelegde duiker onder het Julianakanaal door om vrijwel direct daarna in de Maas te vloeien.
Hoewel de beek inmiddels van grote natuurhistorische waarde is, werd de huidige loop vrijwel geheel door mensenhanden vormgegeven. De historisch-landschappelijke waarde van de huidige beekloop is dan ook discutabel. Feitelijk lijkt de huidige loop van de Hemelbeek namelijk vanaf de duiker tot aan de huidige monding te suggereren dat de beek een voornaam vormend landschapselement was in de geschiedenis van het belendende Bunderbos. Niks is echter minder waar, want het huidige tracé van de beek is vanaf 1864 als zodanig aangelegd en hergraven om de afwatering van het spoorwegcunet vanaf Geulle tot Elsloo te versnellen en te garanderen. De oorspronkelijke beekloop van de Hemelbeek verliep na het passeren van de duiker namelijk vrijwel loodrecht op de loop van de rivier de Maas, waarin deze zodoende uitmondde via de brede Maasbeemden in de Maas. De huidige monding is echter honderden meters noordelijker geconstrueerd dan oorspronkelijk.

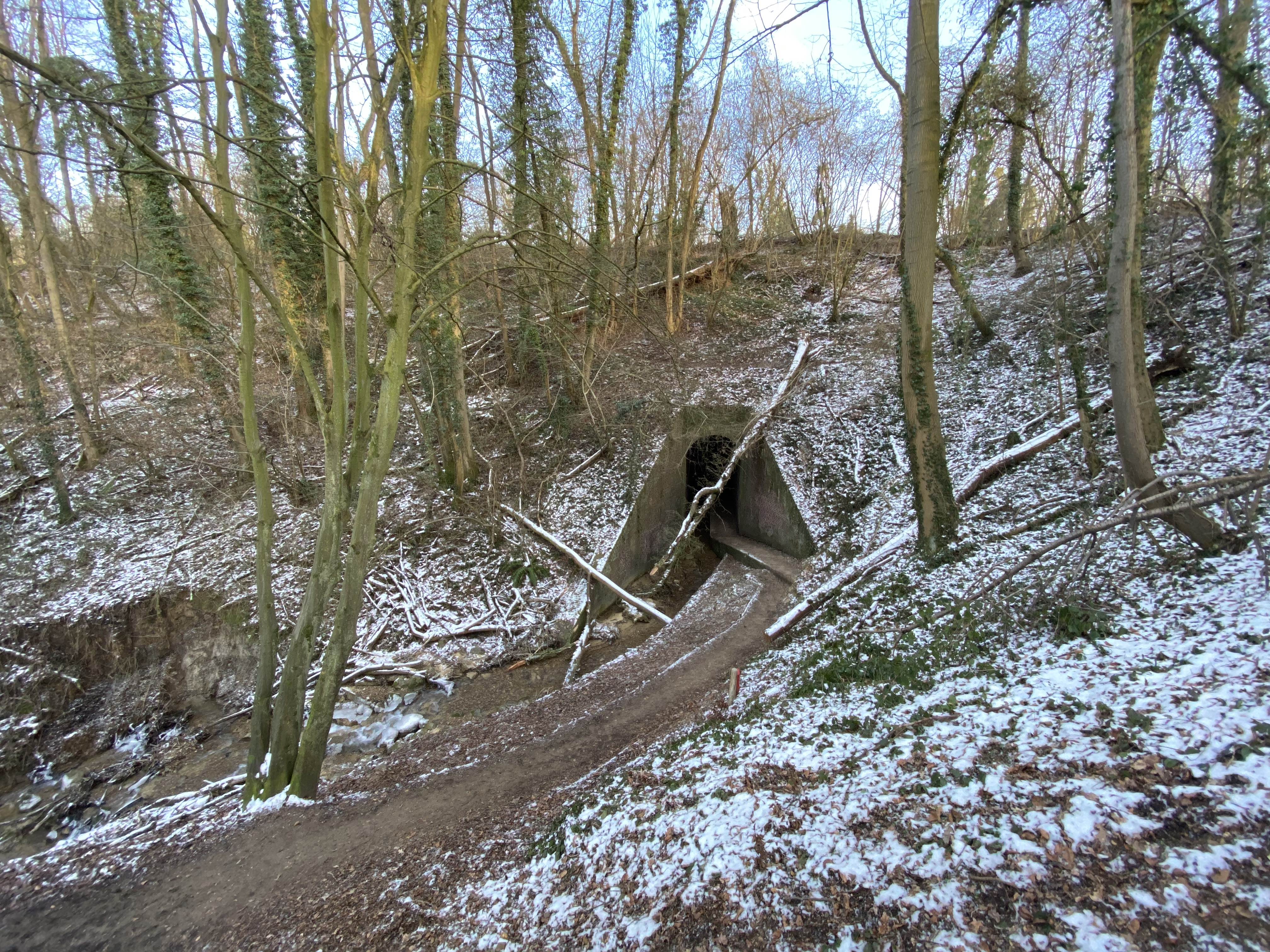
Westelijke ingang van de duiker door de spoordijk.
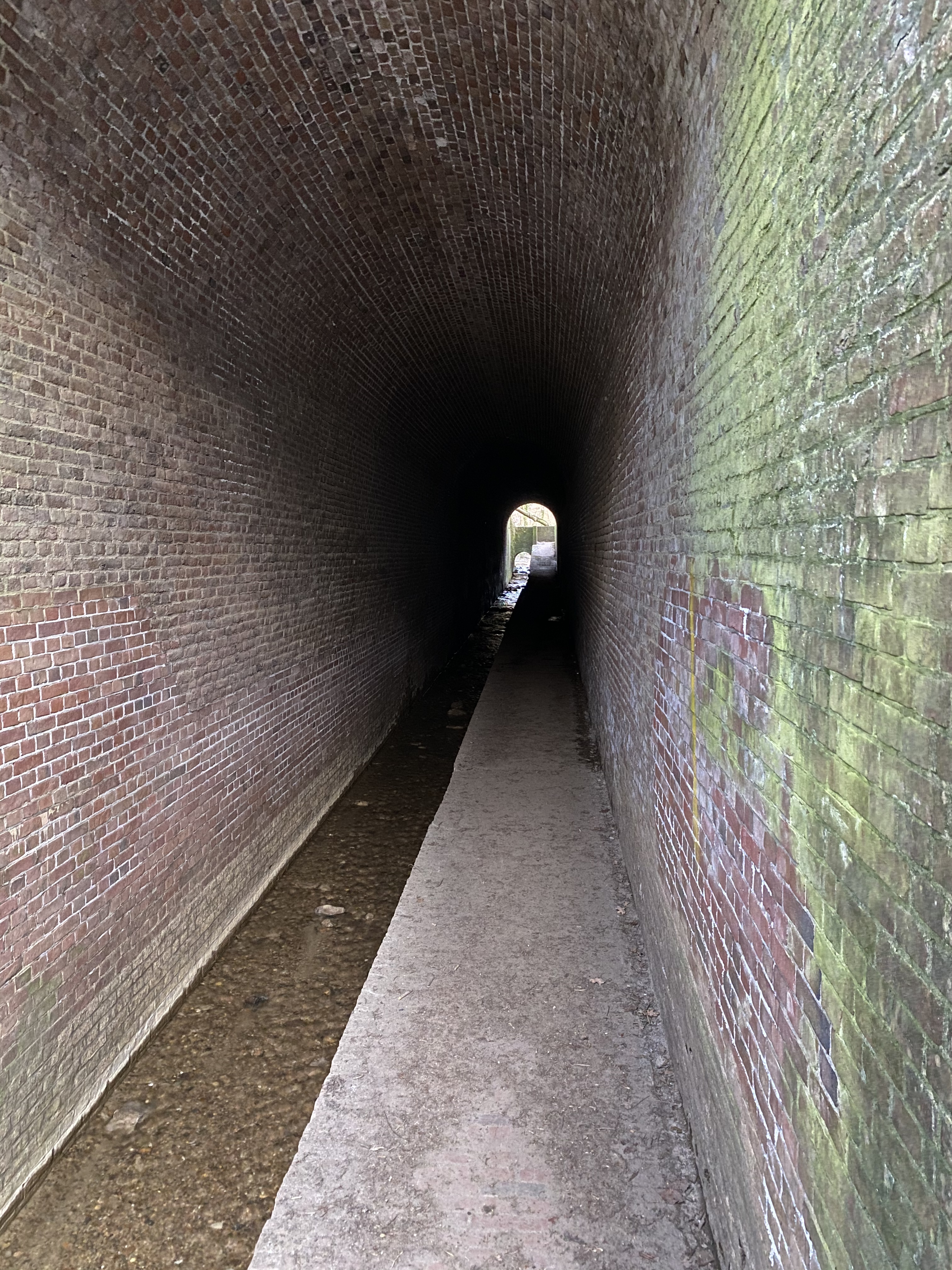
Voetpad langs de Hemelbeek binnen de duiker.

## Zijbeken
Beken die uitmonden in de Hemelbeek (van noord naar zuid op punt van samenvloeiing):
- Slakbeek
- Medammerweidebeek
- Hussebeek
  - Bergzijpke
- Woudbeek
- Armsterbeek
- Poortlossing

## Etymologie
Het woord hemel komt van heimael wat rechtsgebied betekent. Het riviertje vormde ooit de grens tussen de rechtsgebieden van Elsloo en Geulle.

## Geschiedenis
De bekensystemen zijn vooral beïnvloed door de aanleg van de spoorlijn en later het Julianakanaal. Oorspronkelijk was er sprake van de Materbergbeek die via een watermolen (de Materbergmolen) de Maasbeemden instroomde. Wat meer naar het noorden kwam hier de Roeschert (van: Ruisen) bij, waarna de beek Heymelbeek ging heten. De oude bedding is in de Maasbeemden ten westen van het Julianakanaal terug te vinden. Ze kwam ongeveer 800 meter stroomopwaarts van de huidige monding in de Maas uit.
In de 19e eeuw werd de beek gekanaliseerd en naar de Wiert of kasteelvijver geleid. De kanalisatie diende er ook toe om de oeverlanden, het Broeck, minder vochtig te maken. In 1995 werd een gedeelte van de bedding van de gekanaliseerde beek zodanig vergraven dat de beek kon meanderen door het broek. De aanleg van de spoorlijn maakte het noodzakelijk een aantal bronnen in het hellingbos uit te graven en het water naar de duiker toe te leiden. Dit gebeurde onder andere via de Poortlossing. Het vrijgekomen bodemmateriaal werd ten westen van de spoorlijn aan beide zijden van de Hemelbeek gedeponeerd. Dit resulteerde in twee heuvels met daartussen een vallei waar de beek door stroomt.
Ten westen van de spoorlijn werd tevens een regelmatig patroon van parallelle waterloopjes gegraven om het water van de diverse bronnen op de helling versneld af te voeren. Hiermee werd voorkomen dat als gevolg van een verzadigde ondergrond de bodem zou afschuiven.

## Natuur en landschap
De gemetselde spoorduiker met wandelpad is een lokale bezienswaardigheid. Op de muren vindt men tongvaren. Stroomopwaarts vindt men snelstromende beekjes, en stroomafwaarts volgt het wandelpad de heldere Hemelbeek die door het broekland stroomt. Reuzenpaardenstaart is hier een van de meest opvallende planten. Uiteindelijk bereikt men het kasteelpark waar tal van exotische bomen te vinden zijn.

## Geologie
De Hemelbeek ontspringt ten noorden van de Geullebreuk en ten zuiden van de Schin op Geulbreuk op een hoogte van ongeveer 70 meter boven NAP. Op deze hoogte dagzoomt klei uit het Laagpakket van Boom dat in de bodem een ondoorlatende laag vormt, waardoor het grondwater op deze hoogte uitstroomt. De beek heeft als gevolg van het vele water een erosiedal gevormd in de Maasdalhelling.
De Hemelbeek krijgt van verschillende bronnen water, waarvan er meerdere een kalktufbron zijn.